# العمليات الإسرائيلية في الضفة الغربية (2025)
العمليات الإسرائيلية في شمال الضفة الغربية أو عملية السور الحديدي هي عمليات عسكرية واسعة أطلقها جيش الاحتلال الإسرائيلي في شمال الضفة الغربية (جنين، طولكرم، طوباس). بدأت في مدينة جنين في 21 يناير 2025 ولا زالت مستمرة، وبدأت في مدينة طولكرم في 27 يناير 2025 ولا زالت مستمرة، أما في محافظة طوباس فقد بدأت في 2 فبراير 2025 وانتهت فيها في 12 فبراير 2025. تُعد عملية السور الحديدي العملية العسكرية الإسرائيلية الأوسع والأعنف في الضفة الغربية منذ عملية الدرع الواقي عام 2002.

## جنين
بدأت العملية العسكرية في جنين ومخيمها (مخيم جنين) في يوم الثلاثاء 21 يناير 2025 ولا زالت مستمرة، وتواصل قوات الاحتلال الإسرائيلي بدفع المزيد من التعزيزات العسكرية لجنين، بعد وقوع عشرة شهداء في اليوم الأول للعملية وعشرات الجرحى ونزوح ما يقارب 600 من المخيم.

## طولكرم
بدأت العملية العسكرية الواسعة في يوم الاثنين 27 يناير 2025 في مدينة طولكرم ومُخيمي المدينة (مخيم طولكرم ومخيم نور شمس)، ولا زالت العملية بطولكرم مستمرة منذ حينه، ولا زال الجيش الإسرائيلي يدفع بمزيدٍ من التعزيزات للمدينة.
في يوم الجمعة 21 فبراير 2025، حيث اليوم السادس والعشرون للعملية في طولكرم ومُخيميها، أجرى رئيس الوزراء الإسرائيلي بنيامين نتنياهو ووزير الدفاع الإسرائيلي يسرائيل كاتس زيارتين منفصلتين في ذات اليوم لمدينة طولكرم تفقدا خلالها العملية العسكرية الإسرائيلية المتواصلة بالمدينة، حيث دخلا إلى المدينة من معبر خضوري (معبر سناعوز) وزارا ثكنة الجيش الإسرائيلي المقامة في أحد المنازل الفلسطينية بجوار "إشارة مفرق الدعمة" بالمدينة، وألقى نتنياهو كلمة له من هناك هدد خلالها "بمزيدٍ من العمليات العسكرية الإسرائيلية". قوبلت زيارة نتنياهو لطولكرم بإدانةٍ فلسطينيةٍ شديدةٍ ودولية ووُصفت "بالاقتحام"، إذ أدانت وزارة الخارجية الفلسطينية الزيارة ووصفتها بأنها «اقتحام استفزازي»، في حين استنكرت حركة حماس "الاقتحام" ووصفته بأنه «خطوة استعراضية تعكس الإفلاس السياسي والعسكري»، وأدانت منظمة التعاون الإسلامي "الاقتحام"، كما حذر المجلس الوطني الفلسطيني من "خطورة هذا الاقتحام".

## طوباس
في 2 فبراير 2025 ضمت العملية محافظة طوباس وانتهت العملية في المحافظة في 12 فبراير 2025، مع استمرارها في طولكرم وجنين حتى اللحظة.